# República de Ciegos
República de ciegos es el primer disco de la banda mexicana de rap metal Resorte, el cual fue lanzado el 1 de enero de 1997 a través de Mercury Records.
La canción "Jump the River Beaner" aparece en el álbum recopilatorio Spanglish 101 lanzado por la banda Brujería a través de Koolarrow Records.

## Lista de canciones
1. América
2. J.T.R.B. [Jump The River Beaner]
3. Chínguense
4. Opina O Muere
5. Rojo
6. Cerdo
7. Think
8. La Mitad + Uno
9. República De Ciegos
10. Ruido
11. De Nopal
12. Exodus

## Créditos
Resorte
- Tavo Limongi - Guitarra, Voz
- Juan Chavez - Bajo, Voz
- Carlos "Charal" Sánchez - Batería
- Set set - Bajo